# 한승연 (기자)
한승연(韓承淵, 1981년 8월 11일 ~ )은 대한민국 한국방송공사의 기자이다. 前 KBS 뉴스 9 주말 앵커이다.

## 학력
- 고려대학교 국어국문학과 학사

## 경력
- 2008년 9월: KBS 34기 공채 기자
- 2009년 : KBS 보도국 시사제작 2부 기자
- KBS 보도국 사회부 기자
- KBS 보도국 경제부 기자
- KBS 보도국 통일외교부 기자
- KBS 보도국 경인방송센터 기자
- KBS 보도국 뉴스제작1부 기자
- KBS 보도국 문화복지부 기자
- KBS 앵커

## 진행

### 텔레비전
- 2018년: KBS1 《KBS 뉴스 9 주말》

## 수상
- 2019년 한국기자협회 이달의 기자상
- 2019년 방송기자협회 이달의 방송기자상